# Majolika

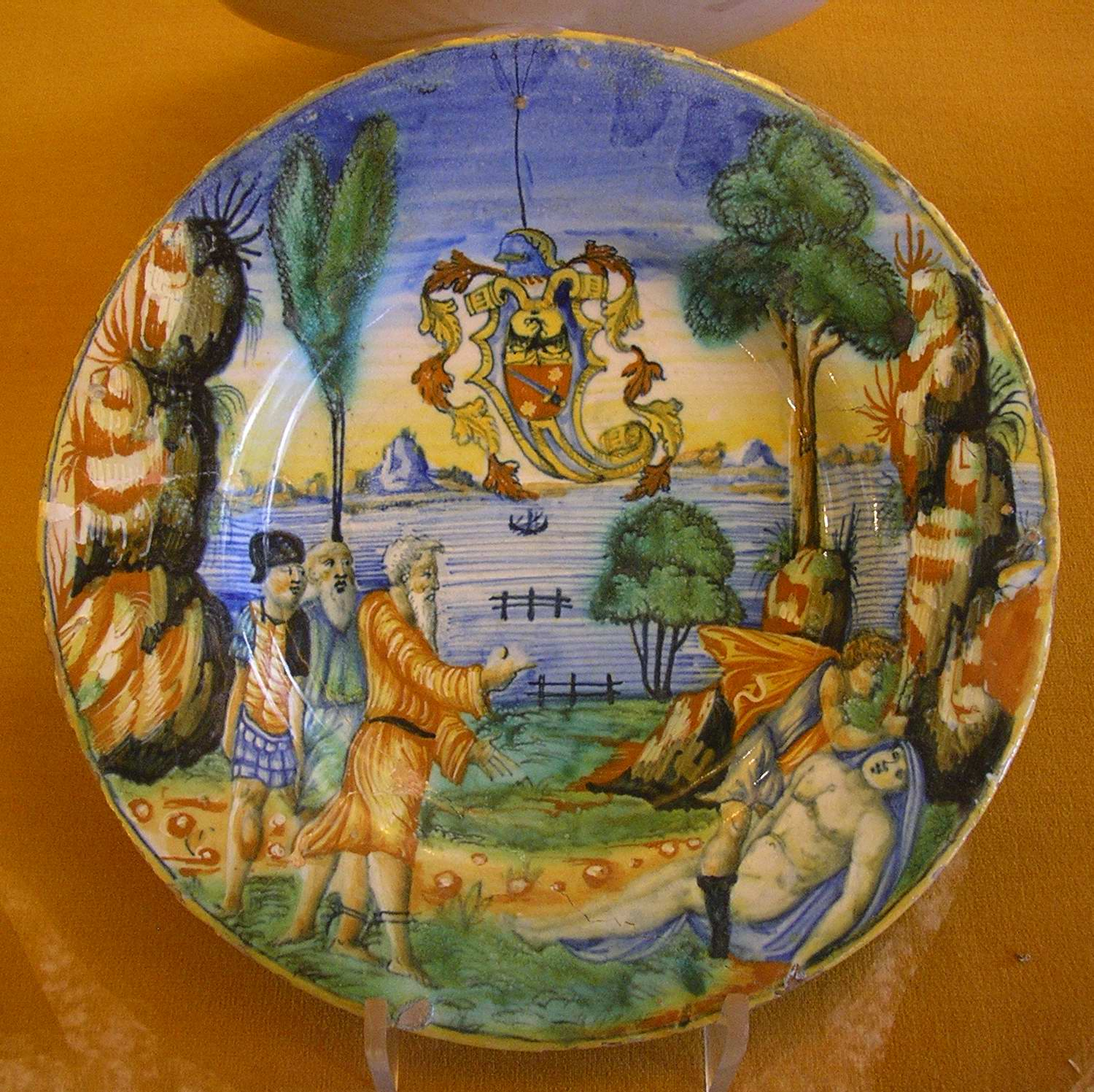
Aeskulap křísí mrtvého. Příklad majolikového "stylu Istoriati". Andrea da Negroponte, Casteldurante kolem r. 1560. Benátky, Museo Correr.

Majolika je historický termín kdysi užívaný pro keramické výrobky pocházející z ostrova Mallorca, jež byly původně pokryty cínovým smaltovým povrchem.
Dnes se termínu „majolika“ užívá především při rozlišení keramiky smaltované a zdobené shora smaltem, od nesmaltované nebo zalité tenkou vrstvou skla.
V popisování antické keramiky se často rozlišuje „archaická“ (archaická majolika) pro jednoduché vyjádření typologie středověké keramiky.